# Annibale Padovano
Annibale Padovano (Padova, 1527 – Graz, 15 marzo 1575) è stato un compositore e organista italiano di scuola veneziana rinascimentale. Fu uno dei primi sviluppatori della toccata per organo.

## Biografia
Nasce a Padova (da cui trae il nome). Una delle prime notizie della sua vita giunte fino a noi lo vede a Venezia il 30 novembre 1552, quando è stato assunto come primo organista ad uno stipendio annuale di 40 ducati, in questo periodo fu maestro di Claudio Merulo e Gioseffo Guami, Rimane fino al 1565 a Venezia, dove fu tra l'altro organista della Basilica di San Marco, all'epoca Cappella Palatina. Il Merulo poi avrà l'incarico di secondo organista e dopo il 1565 prenderà il posto di Padovano, partito improvvisamente da Venezia per andare a servire alla corte degli Asburgo l'arciduca Carlo II a Graz, dove rimane fino al 1570, quando si ritira a vita privata.
Tra le sue opere vi è la messa a 24 voci, che combina la scuola fiamminga e la scuola veneziana, dando origine all'effetto che oggi chiamiamo stereofonico.